# Code Lyoko
Code Lyoko Évolution
Code Lyoko est une série télévisée d'animation française réalisée par Jérôme Mouscadet et diffusée du 3 septembre 2003 au 10 novembre 2007 sur France 3.
En Belgique, la série a été diffusée sur La Deux pour la Wallonie, 2BE et Ketnet pour la Flandre ; au Québec à partir du 11 septembre 2004 à la Télévision de Radio-Canada ; en Espagne sur Clan ; aux États-Unis et Grande-Bretagne sur Cartoon Network et sur plusieurs autres chaînes dans de nombreux pays. Code Lyoko connaît en effet un grand succès international.
Il existe une suite à la série d'animation : la série télévisée Code Lyoko Évolution, diffusée du 5 janvier au 19 décembre 2013 sur France 4 et Canal J et sur Télétoon à partir du 2 mai 2019.

## Synopsis
Quatre adolescents vivant en région parisienne découvrent une usine renfermant un ordinateur quantique. Jérémie (orthographié Jeremy dans la version anglophone), qui l'a découvert en premier, l'active et réveille par la même occasion un dangereux programme appelé XANA : un programme multi-agent, à la base créé par Franz Hopper pour contrer un projet militaire, "Carthage", visant à couper les communications ennemies.
XANA devient autonome et cherche à prendre le contrôle du monde. Pour cela, il infecte des tours mémorielles, qui lui servent d'intermédiaire avec le monde réel, dans les territoires de Lyoko. Aelita, une jeune créature humanoïde virtuelle, la fille de Franz Hopper, est la seule ennemie de XANA présente sur Lyoko mais elle peut compter sur l'aide de quatre amis : Yumi, Ulrich, Odd et Jérémie. Ils mènent une double vie dans le plus grand secret : simples collégiens la plupart du temps, ils deviennent sauveurs du monde quand XANA lance une attaque. Ils doivent garder leur secret car si les autorités venaient à apprendre la menace que représente XANA, elles éteindraient le supercalculateur. Cela entraînerait la destruction de Lyoko, et Aelita disparaîtrait donc jusqu'à la prochaine réactivation du supercalculateur.
Les quatre héros ont trouvé un passage vers cet univers virtuel. En plus du supercalculateur, l'usine désaffectée abrite aussi trois scanners qui leur permettent de se transférer sur Lyoko. Tandis que Jérémie se met aux commandes pour gérer le support technique, Odd, Yumi et Ulrich deviennent des Lyoko-guerriers, et combattent les monstres virtuels de XANA pour protéger Aelita et l'aider à désactiver les tours afin d'arrêter les attaques grâce au code « Lyoko ».

## Fiche technique
- Créateurs : Thomas Romain et Tania Palumbo
- Producteur : Nicolas Atlan
- Producteurs associés : Benoît Di Sabatino et Christophe Di Sabatino
- Réalisateur : Jérôme Mouscadet
- Directrice artistique : Tania Palumbo
- Bible graphique : Thomas Romain et Tania Palumbo
- Directeurs d'écriture : Sophie Decroisette (saison 1 à 3) puis Bruno Regeste (saison 4)
- Bible littéraire : Carlo de Boutiny, Thomas Romain et Tania Palumbo
- Scénaristes : Emmanuel Sapolsky, Sophie Decroisette, Françoise Charpiat, Bruno Regeste, Bruno Merle, Laurent Turner, Jean-Rémi François, Frédéric Lenoir, Bertrand Veyne, François Déon, Guillaume Mautalent, Sébastien Oursel, Frédéric Valion, Hervé et Olivier Pérouze, Guillaume Enard, Cyril Tisz, Alain Serluppus, Ghislaine Pujol, et Karine Lollichon
- Storyboardeurs : Monica Marten, Paul Béneteau, William Renaud, Olivier Poirette, Alain Le Dong, Marc Antoine Boidin, Philippe Riche et Christophe Pittet
- Musique : Franck Keller et Ygal Amar (générique "Un monde sans danger"), Herman Martin et Serge Tavitian (bande originale).
- Direction artistique : Catherine Ghislain (saison 1), Cécile Florin (saison 2) et Marie-Line Landerwijn (saisons 3 et 4)
- Pays de production : Chine (2D), France (3D)[7]

### Production technique
- Coopérations: Hewlett-Packard, Dell, Softimage, Adobe, Avid Technology, Nvidia
- Logiciels: Softimage XSI, Photoshop, Premiere Pro, After Effects, Media Composer, Mental Ray

## Distribution
- Sophie Landresse : Aelita Stones (née Schaeffer) / Taelia (épisode 10)
- Raphaëlle Bruneau : Jérémie Belpois, Odd Della Robbia
- Géraldine Frippiat : Yumi Ishiyama
- Marie-Line Landerwijn : Ulrich Stern, Mme. Meyer, Rosa Petitjean
- Mathieu Moreau : William Dunbar
- Carole Baillien : Élizabeth « Sissi » Delmas, Nicolas Polliakov, Madame Stern, Yolande Perraudin (saison 1)
- Arnaud Léonard : Franz Hopper
- Nathalie Stas : Amélia « Milly » Solovieff, Suzanne Hertz
- Cécile Florin : Tamiya Diop, Hiroki Ishiyama
- Frédéric Meaux : Jim Morales, Takeo Ishiyama, Michel Belpois, M. Della Robbia, James Dunbar, Kiwi
- Bruno Mullenaerts : Hervé Pichon, Jean-Pierre Delmas, M. Stern, Chris Morales
- Christophe Hespel : Patrick Belpois, Nico
- Alexandra Correa : Anthéa Hopper, Akiko Ishiyama, Mme Della Robbia, Mme Dunbar, Yolande Perraudin (saisons 2-4)
- Alexandre Crépet : Emmanuel Maillard, Michel Rouiller, l'inspecteur de police, M. Mirti, Pilote Greg
- Jennifer Baré : Mme Kensington, Responsable de la tour de contrôle
- Lionel Bourguet : JT

### Générique
"Un monde sans danger" écrit et composé par Franck Keller et Ygal Amar, interprété par Julien Lamassonne.

## Épisodes
| Saison | Épisodes | Début de diffusion originale | Fin de diffusion originale | Début de diffusion américaine | Fin de diffusion américaine |
| ------ | -------- | ---------------------------- | -------------------------- | ----------------------------- | --------------------------- |
| 1      | 26       | 3 septembre 2003             | 25 février 2004            | 19 avril 2004                 | 24 mai 2004                 |
| 2      | 26       | 31 août 2005                 | 8 février 2006             | 19 septembre 2005             | 9 décembre 2005             |
| 3      | 13       | 9 septembre 2006             | 8 novembre 2006            | 4 octobre 2006                | 23 octobre 2006             |
| 4      | 30       | 13 août 2007                 | 10 novembre 2007           | 18 mai 2007                   | 17 novembre 2007            |

La série est composée de 97 épisodes répartis sur quatre saisons dont une préquelle en deux parties préparée en même temps que la saison 3 en 2006.

### Code Lyoko Évolution

Logo de la nouvelle série

Le 31 mai 2011, MoonScoop a annoncé la production d'une nouvelle saison de 26 épisodes, baptisée Code Lyoko Évolution. La nouvelle série mélange animation 3D pour la partie virtuelle de la série et tournage avec des acteurs pour la partie réelle.
La série est diffusée depuis le 5 janvier 2013 sur France 4 et à partir du 11 décembre 2013 sur Canal J.
Le tournage s'est déroulé de juin à septembre 2012 à Angoulême (lycée Guez-de-Balzac, studio Aredi).

## Distinctions et reconnaissance
Code Lyoko a été élue comme étant la meilleure émission par les téléspectateurs de Canal J en France, mais a également reçu une reconnaissance internationale : l'émission a été classée comme l'une des meilleures sur Cartoon Network et Kabillion aux États-Unis, la première chaîne l'ayant classé troisième émission présentant la meilleure performance en 2006 et Kabillion comme la quatrième pour ce qui est du nombre de spectateurs en 2010. L'émission a connu un franc succès en Espagne comme l'une des émissions les mieux classées de Clan TVE, sur le réseau italien Rai 2, et également en Finlande et au Royaume-Uni. L'émission a également reçu le Prix Français de l'Export 2006 pour l'animation en décembre 2006.

## Personnages

### Principaux
- Jérémie Belpois
- Aelita Schaeffer Stones
- Ulrich Stern
- Odd Della Robbia
- Yumi Ishiyama
- XANA
- William Dunbar (récurrent saisons 2 & 3, principal saison 4)
- Waldo Schaeffer (officiellement Franz Hopper) (saisons 2 à 4)[10]

### Secondaires
- Kiwi (chien de Odd)
- Elisabeth « Sissi » Delmas
- Jim Moralès
- Hervé Pichon
- Nicolas Poliakoff
- Milly Solovieff
- Tamiya Diop
- Jean-Pierre Delmas
- Suzanne Hertz
- Hiroki Ishiyama (saisons 2 à 4)
- Anthéa Hopper (saisons 3 & 4)
- Samantha Knight (saison 1, épisode 23 et saison 3, épisode 13 ou épisode 65)
- Patrick Belpois (saison 4, épisode 23 ou épisode 88)

### Les monstres
- Les Kankrelats (Territoires de Surface et Réplikas des territoires de surface)
- Les Blocks (Territoires de Surface et Réplikas des territoires de surface)
- Les Krabes (Territoires de Surface et Réplikas des territoires de surface)
- Les Frôlions/Frelions (Territoires de Surface et Réplikas des territoires de surface)
- Les Mégatanks (Territoires de surface et réplikas des territoires de surface)
- Les Tarentules (à partir de la saison 2) (territoires de surface et réplikas des territoires de surface)
- Les Rampants (5e Territoire et réplika du 5e territoire) (à partir de la saison 2)
- Les Mantas (à partir de la saison 2) (uniquement dans le 5e Territoire puis tout Lyokô et dans les Réplikas, puis dans la Mer Numérique dans Code Lyoko Évolution)
- Les Gardiens (territoires Banquise et Montagne) (saison 1, épisodes 7 et 10)
- La Méduse (tout Lyoko) (à partir de la saison 2)
- Clone polymorphe (sur Terre ou sur Lyoko (Épisode 51) , ils peuvent copier l'apparence des personnages à volonté)
- Kolosse (Réplika Banquise & territoire Banquise) (épisodes 92, 93 et 94 ou saison 4, épisodes 27, 28 et 29)
- XANAelita (Il s’agit de Aelita possédée par XANA, en étant capturée par la Méduse, elle fait disparaître les territoires en entrant le code XANA dans les tours dans la saison 3)
- William xanatifié (saison 4)
- Les Kongres (mer Numérique/Web) (saison 4)
- Les Rekins (mer Numérique/Web) (saison 4)
- Le Kalamar (mer Numérique/Web) (saison 4, épisode 23 ou épisode 88)
- Les Spectres (sur Terre, ils entrent dans un être-vivant et le dirigent ; ils peuvent être directement contrôlés par XANA) (dès la saison 2)

## Origines
La bible graphique de Code Lyoko est née d'un court-métrage de fin d'études créé par Thomas Romain et Tania Palumbo, deux élèves de l'école des Gobelins, diffusé l'an 2000 au festival international du film d'animation d'Annecy en 2000, Les enfants font leur cinéma. Le court-métrage rendait clairement hommage à l'animateur et réalisateur japonais Kōji Morimoto (Memories, Animatrix - Beyond…). La société Antefilms ayant été sensible au dynamisme de la mise en scène du court métrage s'est approchée des deux jeunes créateurs. Garage Kids fut le projet original, datant de 2001. Il s'agit à l'origine d'un pilote produit en 2001 chez Antefilms par Thomas Romain et Tania Palumbo. Courant 2003, alors que les premiers scénarios commençaient à être écrits, Thomas Romain, l'instigateur du projet, a quitté la production. En effet, de profondes divergences étaient peu à peu apparues entre lui et les producteurs, à qui il reprochait certains choix artistiques et scénaristiques. Voyant son projet initial se transformer de plus en plus, il s'était recentré sur son autre grand projet: Ōban, Star-Racers, mené conjointement jusqu'alors. Le concept de Garage Kids a ensuite été fortement modifié au fil du développement jusqu’à obtenir le concept Code Lyoko, dessin animé 2D/3D.

### Garage Kids
Cette section ne s'appuie pas, ou pas assez, sur des sources secondaires ou tertiaires indépendantes du sujet. Le texte peut contenir des analyses inexactes ou inédites de sources primaires.
Pour l'améliorer, ajoutez-en, ou placez des modèles {{Source secondaire souhaitée}} ou {{Source secondaire nécessaire}} sur les passages mal sourcés. (octobre 2022)
Garage Kids était un court-métrage en anglais représentant un avant-projet et présenté pour la première fois aux professionnels et responsables de chaines TV lors du Festival d'animation d'Annecy en 2001. Il introduit les personnages principaux, le concept de collégiens combattant en secret dans un monde virtuel contre une intelligence artificielle maléfique, et la phrase « can you keep a secret? » (en français : « peux-tu garder un secret ? »), qui est réutilisée aussi bien au sein de la série Code Lyoko que comme slogan publicitaire de la série.
Dans Garage Kids, le monde virtuel était beaucoup plus complexe dans son dessin, inutilisable pour une série. Aelita n'existait pas. Des personnages de la série, seuls existaient Odd, Jérémie, Ulrich, Yumi et le chien d'Odd, qui n'était pas nommé. Les trois garçons partageaient la même chambre au collège. Odd est présenté comme ayant rejoint le groupe des héros alors qu'ils luttaient déjà contre XANA, alors que la préquelle de Code Lyoko montre que le groupe s'est constitué lors de la découverte du monde virtuel. Yumi pouvait utiliser sa télékinésie sur Terre. La présentation lors de l'exposition Code Lyoko affirmait que « Yumi est télépathique[source insuffisante] » et qu'Ulrich peut se déplacer à la vitesse de la lumière. On ignore s'il y a eu confusion entre télépathie et télékinésie ou si elle devait combiner les deux pouvoirs.
Dans la saison 4, Code Lyoko rend hommage à Garage Kids en baptisant un lieu dans l'univers virtuel « Garage Skid ».

### Sources d’inspiration
- L’usine s’inspire de l’Usine Renault de Boulogne-Billancourt, détruite aujourd’hui ; elle se trouve sur une île identique à l’île Seguin
- Le collège Kadic, quant à lui, s’inspire du lycée Lakanal de Sceaux (Hauts-de-Seine) (plan identique)
- Le collège des protagonistes doit son nom au célèbre auteur de science-fiction Philip K. Dick ayant inspiré la série.

Il est à noter que beaucoup de lieux de la série s’inspirent de ceux du paysage français (voir la liste détaillée plus bas).
- Dans le dessin animé, Jérémie et ses amis utilisent un supercalculateur et il est précisé dans la saison 2 qu’il s’agit d'un ordinateur quantique, les scénaristes se sont inspirés du Cray X-MP.
- Concernant la virtualisation, les scénaristes avouent s’être inspirés des films Matrix et Tron.

## Lieux

### Monde réel
L'action de la série se déroule dans plusieurs lieux. Certains sont à distinguer des autres par leur importance dans l'histoire :
- Si vous ne connaissez pas le sujet, laissez ce bandeau (vous pouvez alors contacter les auteurs).
- Si vous supprimez le contenu mis en cause (vous pouvez préalablement contacter les auteurs),

argumentez précisément cette suppression dans la page de discussion
(un manque de référence n'est pas un argument ; une recherche réelle de référence doit avoir été effectuée, être formellement documentée).
- Le collège Kadic où vivent les personnages principaux. Il possède deux passages secrets, un dans la chaufferie et un dans le parc, permettant de rejoindre l'usine par les égouts.
- L'usine, qui contient le complexe du supercalculateur. Elle est accessible par la ville ou par les égouts.
- L'Ermitage (apparaît à partir de la saison 2), l'ancienne maison d'Aelita et Franz Hopper. Elle possède un passage secret la reliant à l'usine.

D'autres lieux de la série, bien qu'étant de moindre importance et étant donc à considérer comme "secondaires", sont toutefois à citer. Notamment :
- Les égouts, que les personnages principaux utilisent pour se rendre du collège Kadic à l'usine, et où XANA lance parfois des attaques.
- La forêt, où les héros se rendent pour des cours ou pour rejoindre la villa l'Ermitage.
- La maison Ishiyama. Parfois montrée dans la série, elle témoigne du mode de vie japonais de Yumi et son entourage.
- La piscine. Ulrich et Yumi y auraient affronté une attaque de XANA, mais cet élément de la série n'est pas montré à l'écran.
- Le chalet à la montagne. La localisation de ce chalet n'est pas précisée, néanmoins c'est à cet endroit que la mère d'Aelita a été enlevée.
- La gare. Elle n'apparaît que dans l'épisode 31 "Mister Pück", néanmoins c'est là-bas que les personnages principaux découvrent le journal de Franz Hopper.

### Monde virtuel: Lyoko
Lyoko est un monde virtuel, parfois appelé à tort parallèle, créé par Franz Hopper juste avant XANA et dont ce dernier a pris contrôle afin de s'en servir comme une arme pour dominer le monde. Mais Aelita est, depuis sa virtualisation, la gardienne de Lyoko. Elle s'occupe de désactiver les tours avec un halo rouge. Lyoko cache beaucoup de secrets, comme le 5e territoire et la mer numérique.
Ce monde virtuel est composé de cinq territoires (le territoire de la Forêt, le territoire de la Montagne, le territoire de la Banquise, le territoire du Désert et le 5e Territoire répondant aussi au nom de Carthage situé au centre du monde virtuel). Les quatre premiers territoires sont appelés les territoires de surface et possèdent dix tours chacun (dont une dite « de passage » qui permet de voyager entre ces quatre territoires). Ce sont des sortes de banques de données qui fouillent les réseaux de la Terre et qui sont par conséquent des interfaces entre Lyoko et le monde réel. Lorsqu'une tour s'active, elle devient rouge (tour activée par XANA) au lieu de bleue (tour non activée dans les 2 premières saisons de la série, les halos de tours désactivées deviendront blancs pendant les deux autres saisons, jusqu'à la mort de XANA). Il existe aussi des variantes : lorsque la tour est verte, c'est Jérémie qui l'active (cf : épisode 47 : Au meilleur de sa forme, épisode 51: Révélation et épisode 67: Mauvaise réplique) et lorsqu'elle est blanche il s'agit de Franz Hopper (cf : épisode 50 : Contact et épisode 51 : Révélation). Aussitôt l'activation par XANA effective, des pulsations sont émises en direction de ladite tour. Ces tours sont gardées par des monstres, (voir liste des monstres de Code Lyoko) Kankrelat, Krabe, Frolion, Block, Mégatank, Tarentule, qui n'apparaissent que sur les territoires de surface. Plus occasionnellement, XANA peut envoyer des Mantas qui apparaissent habituellement sur le 5e territoire, mais qui apparaîtront en surface à la fin de la saison 2. Le 5e territoire est également le lieu de vie des Rampants qui semblent en être les gardiens. XANA a aussi des monstres spéciaux à sa disposition comme le Gardien, la Méduse ou encore le Kolosse (on peut aussi ajouter le Kalamar, les rekins ou encore les kongres dans cette liste, mais ils vivent dans le réseau).

## Awards
C'est en Décembre 2006 que le statut de Code Lyoko en tant qu'animation la plus populaire de France à l'échelle internationale a été officialisé. Il a remporté le prestigieux Prix de l'Export 2006 d'animation en France. Les fans Français ont donné à l'animation leur approbation quand ils l'ont voté émission n°1 sur le site de Canal J[réf. nécessaire].

## Produits dérivés
De nombreux produits dérivés ont vu le jour autour de la licence Code Lyoko, parmi lesquels des magazines, des figurines, un jeu de cartes à collectionner, des coffrets DVD, du textile, fournitures scolaire, ainsi que des romans et des jeux vidéo.

### Vidéos
Les différents coffrets, en France du moins, ont été distribués par Universal. La toute première édition était disponible en VHS et date de 2004.
Étrangement, ce sont les deux volumes constituant la première saison qui sont sortis en dernier.

#### Zone 2 (France)
| Saison | Épisodes | Support | Sortie            | Commentaires |
| ------ | -------- | ------- | ----------------- | ------------ |
| 1      | 13       | DVD (3) | 23 septembre 2008 | Volume 1     |
| 1      | 13       | DVD (3) | 23 septembre 2008 | Volume 2     |
| 2      | 13       | DVD (3) | 26 septembre 2006 | Volume 1     |
| 2      | 13       | DVD (3) | 3 avril 2007      | Volume 2     |
| 3      | 13       | DVD (3) | 1er août 2007     | Intégrale    |
| 4      | 13       | DVD (3) | 5 février 2008    | Volume 1     |
| 4      | 18       | DVD (3) | 1er avril 2008    | Volume 2     |

### Livres
Une série de bandes dessinées publiée par Hachette est éditée à partir de 2004. Elle est composée de deux tomes contenant chacun deux histoires, présentée sous forme de bande dessinée en reprenant les images des épisodes.
1. L'aventure commence, contient Teddygozilla (épisode 1) et Enragés (épisode 11), sorti le 22 septembre 2004  (ISBN 9782012246331)
2. L'aventure continue, contient Créature de rêve (épisode 10) et Crise de rire (épisode 15), sorti le 8 juin 2005  (ISBN 9782012250024)

La collection éditée par Hachette Jeunesse reprend sous forme de roman certains épisodes du dessin-animé. Les quatre premiers tomes sont écrits par Emmanuelle Fumet, par la suite la novélisation des épisodes est de Fabrice Colin.
1. Clap de fin (épisode 8), 5 octobre 2005 (ISBN 9782012010567)
2. Gravité zéro (épisode 21), 1er décembre 2005 (ISBN 9782012010970)
3. Code Terre (épisode 25), 24 mai 2006 (ISBN 9782012011335)
4. Faux départ (épisode 26), 13 septembre 2006 (ISBN 9782012012189)
5. Nouvelle donne (épisode 27), 11 janvier 2007 (ISBN 9782012013025)
6. Terre inconnue (épisode 28), 15 mai 2007 (ISBN 9782012013933)
7. Tentation (épisode 38), 29 août 2007 (ISBN 9782012014541)
8. Ultimatum (épisode 41), 9 janvier 2008 (ISBN 9782012015487)
9. Révélation (épisode 51), 14 mars 2008 (ISBN 9782012016040)
10. Réminiscence (épisode 52), 8 octobre 2008 (ISBN 9782012016057)
11. Aelita (épisode 57), 14 janvier 2009 (ISBN 9782012017337)
12. Dernier round (épisode 65), 2 décembre 2009 (ISBN 9782012019553)

#### Série de romans
Cette section ne s'appuie pas, ou pas assez, sur des sources secondaires ou tertiaires indépendantes du sujet. Le texte peut contenir des analyses inexactes ou inédites de sources primaires.
Pour l'améliorer, ajoutez-en, ou placez des modèles {{Source secondaire souhaitée}} ou {{Source secondaire nécessaire}} sur les passages mal sourcés. (octobre 2022)
Une tétralogie de romans a été publiée en Italie par Atlantyca Entertainment. Les livres sont signés sous le nom de plume « Jeremie Belpois » (les romans étant écrits du point de vue de ce personnage).
Les tomes 1 et 2 ont été traduits dans plus de langues différentes que les 3 et 4. En particulier, les tomes 1 et 2 sont publiés en France aux éditions Albin Michel. Aucun roman n'a été traduit en anglais. Les tomes 3 et 4 ont vu leur parution en France annulée par Albin Michel faute de succès commercial pour les premiers tomes[source insuffisante].
Les livres sont autonomes par rapport à la série : l'action se situe après la destruction de XANA, correspondant à fin de la saison 4. Mais les flashbacks racontant leur victoire sur XANA indiquent qu'il n'y a eu qu'une poignée de voyages sur Lyoko avant la désactivation de XANA. De plus, certaines règles des combats sur Lyoko sont modifiées (Aelita n'a pas de points de vie).
En tant que suite de la saison 4, ils sont également incompatibles avec Code Lyoko Évolution.

##### Tome 1:Le château souterrain
- Date de parution :
  -  Italie : 11 mai 2009
  -  France : 1er septembre 2010  (ISBN 9782226207586)
- Titre italien : Il castello sotterraneo
- Résumé  : À la veille des vacances de Noël, environ six mois après l'extinction du supercalculateur, Aelita perd subitement la mémoire, au moment même où des câbles subissent des pannes électriques au fond de l'océan Pacifique. Pannes provoquées par X.A.N.A., faible mais de retour qui, d'appareils électriques en appareils, tente de se reconstruire. La veille de la rentrée des classes, le groupe des cinq amis se réunit à l'Ermitage et profite de l'occasion pour créer un journal vidéo et y raconter toutes les aventures qu'ils ont vécues pour aider Aelita à retrouver la mémoire. Sur une idée de Jérémie, afin de percer de nouveaux secrets dans l'ancienne maison de Franz Hopper, le groupe décide de se mettre à la recherche des architectes de la maison. Ils les retrouvent dans le sud de la France, et apprennent par leur biais l'existence d'une pièce secrète dans les sous-sols de l'Ermitage. Pendant ce temps, aux États-Unis, X.A.N.A. s'incarne dans le corps d'une étudiante, Éva Skinner, qu'il utilisera comme hôte pour le ramener jusqu'en France. Le groupe d'amis ouvre la chambre secrète et y découvre un message de Franz Hopper lui-même.

##### Tome 2:La ville sans nom
- Date de parution :
  -  Italie : 27 novembre 2009
  -  France : 19 janvier 2011
- Titre italien : La città senza nome (La Cité sans nom)
- Résumé  : Un beau matin, devant les grilles du collège, les cinq amis font connaissance avec une nouvelle élève, prénommée Éva. Très séduisante et fort sympathique, Éva va abuser de la confiance de Odd en le charmant pour intégrer le groupe et ses secrets. X.A.N.A est désormais au cœur du système Lyoko et il est de retour plus déterminé que jamais…

##### Tome 3:Le retour du Phénix
- Date de parution :
  -  Italie : 30 avril 2010
- Titre Italien : Il ritorno della fenice (Le Retour du phénix)
- Résumé : L'organisation terroriste Green Phoenix s'est emparée de l'usine, afin d'utiliser cette dernière pour entrer en contact avec la Première cité, une arme créée par Franz Hopper lui-même. Pendant ce temps, X.A.N.A a retrouvé sa puissance d'antan, et cherche désormais à s'allier avec Green Phoenix en échange d'une promesse : aider X.A.N.A à devenir humain. Afin de les contrer, Yumi, Ulrich, Odd, Aelita et Jérémie appellent du renfort, dont les agents de la CIA, le personnel de Kadic et leurs parents, afin de défendre le collège et de survivre. Même si tout semble définitivement perdu…

##### Tome 4:L'armée du néant
- Date de parution :
  -  Italie : octobre 2010
- Titre Italien : L'esercito del nulla (L'Armée du néant)
- Résumé: Après la bataille de Kadic, Green Phoenix a capturé Jérémie afin de l'obliger à travailler pour eux. Cependant, Aelita convainc X.A.N.A de changer de camp avec Jérémie. Mais la Première cité est utilisée par l'organisation terroriste, ce qui oblige les hommes en noir à attaquer l'usine avec toutes leur possibilité, mais prendre le contrôle des lieux paraît impossible, étant donné que les défenses de l'usine installées par Green Phoenix semblent insurmontables. Mais X.A.N.A, désormais aux côtés des enfants, décide de créer une arme capable de neutraliser tous les membres de Green Phoenix et d'aider les hommes en noir à investir l'usine. Cette arme s'appelle l'armée du néant.

### Jeux vidéo
- Code Lyoko, sorti début-2007 sur Nintendo DS, reprenant le scénario des 2 premières saisons.
- Code Lyoko : Plongez vers l'infini, sorti fin-2007 sur Wii, PS2, et PSP, reprenant le scénario de la saison 4.
- Code Lyoko : X.A.N.A. Destruction finale, sorti mi-2008 sur Nintendo DS, reprenant le scénario de la saison 4.
- Code Lyoko Social Game, sorti en 2012 sur Facebook puis un jeu sur navigateur. Le jeu est développé par 3DDUO.
- IFSCL (Interfaces Fictionnelles Simulées de Code Lyoko) est un fangame disponible depuis avril 2010 avec la version ALPHA. L'origine du projet est une simulation de l'interface qu'utilise principalement Jeremie dans la série. Immudelki (Alexis Foletto) commence le projet sur Adobe avant de changer de logiciel de développement pour Unity. Le premier chapitre du mode histoire est disponible depuis le 6 juin 2020 avec la version 4.0.4. Il y a un scénario original qui se déroule avant la saison 1 et après la saison 4 de la série Code Lyoko[16]. À la suite d'un financement participatif, certaines voix officielles de la version française et anglaise de la série participent au doublage du mode histoire[17]. Les versions actuelles : 4.6.2 (launcher) et 4.6.X (standalone)[18] sont disponibles sur PC, Mac et Linux.

La popularité de Code Lyoko est aussi à l'origine de plusieurs jeux flash officiels ainsi que plusieurs projets de la communauté.

### Albums
Les Subdigitals, groupe fictif de l'univers de Code Lyoko, ont sorti deux albums nommés Code Lyoko featuring Subdigitals (en) en 2006 et 2007. Les musiques sont identiques dans les deux albums, seules les paroles, françaises pour le premier, anglaises pour le second, changent.